# Carme Sureda i Bosch
Carme Sureda i Bosch (nascuda a Santa Coloma de Queralt) és una activista social catalana. El 1983 fou una de les fundadores d'APRODISCA (Associació pro Persones amb Disminució Psíquica de la Conca de Barberà), amb seu a Montblanc i de la qual és gerenta. El 2008 va rebre un dels Premis d'Actuació Cívica de la Fundació Lluís Carulla per la seva empenta i dedicació per a la integració social de les persones amb discapacitat psíquica a la Conca de Barberà.